# Ernest Blood
Ernest Artel Blood, detto Prof (Manchester, 4 ottobre 1872 – New Smyrna Beach, 5 febbraio 1955), è stato un allenatore di pallacanestro statunitense, membro del Naismith Memorial Basketball Hall of Fame dal 1960.

## Carriera
Tra i pionieri della pallacanestro, iniziò a giocare già dal 1891, anno dell'invenzione del basket ball di James Naismith. Dal 1895 al 1906 allenò presso numerose YMCA statunitensi.
Nell'arco della sua pluridecennale carriera, allenò a Potsdam State; in seguito si trasferì alla Passaic High School nel New Jersey. Qui riuscì a stabilire il record di 200 partite vinte ed una sola sconfitta, centrando una serie di 159 vittorie consecutive.
Dal 1925 al 1926 allenò la West Point Academy, e successivamente fu allenatore della St. Benedict's Prep School fino al 1949, anno del suo ritiro.